# El Ancla (Tekal de Venegas)
El Ancla es una localidad, comisaría del municipio de Tekal de Venegas en el estado de Yucatán localizado en el sureste de México.

## Demografía
Según el censo de 1980 realizado por el INEGI, la población de la localidad era de 15 habitantes, de los cuales 12 eran hombres y 3 eran mujeres.
| 37                          | 15 | ? | ? | 0 | 0 |
| (Fuente: INEGI [Consultar]) |    |   |   |   |   |